# Karl Odermatt
Karl «Karli» Odermatt (* 17. Dezember 1942 in Luzern; heimatberechtigt in Dallenwil) ist ein ehemaliger Schweizer Fussballspieler. Der Mittelfeldspieler zählt zu den besten Spielern, die je für den FC Basel und die BSC Young Boys gespielt haben. Als er zwischen 1962 und 1975 beim FC Basel unter Vertrag stand, erlebte der Club eine seiner erfolgreichsten Zeiten und dominierte die Meisterschaft. Odermatt, der bei den Fans als Legende gilt, schoss in seinen 407 Spielen in der höchsten Schweizer Spielklasse (1962–1980) 107 Tore.

## Karriere
Odermatt wuchs in Luzern auf; als er neun Jahre alt war, zog seine Familie mit ihm nach Basel. Ein Junioren-Trainer des FC Concordia Basel, Georges Gröflin, entdeckte den jungen Karli auf einem Schulpausenhof und lud ihn zu einem Probetraining ein. Eine Woche später gehörte Odermatt zum C-Junioren Team.
Im Sommer 1962 wechselte Odermatt zum FC Basel. Sein Debüt bestritt er auf dem Landhof im September gegen die AC Lugano und schoss dabei zwei Tore. In der Saison 1962/63, unter FCB-Trainer Georges Sobotka, gewann Odermatt mit dem FCB im Wankdorfstadion den Pokalfinal mit 2:0 gegen den favorisierten Grasshopper Club Zürich. 1965 wurde der deutsche Spieler Helmut Benthaus als Spielertrainer nach Basel geholt. Unter Benthaus gewann Odermatt fünfmal die Meisterschaft und zweimal den Schweizercup.
Odermatt spielte beim FCB 13 Spielzeiten lang. Damalige Mitspieler beim FC Basel waren u. a. Paul Fischli, Ottmar Hitzfeld, Urs Siegenthaler und Peter Ramseier.
In der Sommerpause 1975 wechselte Odermatt nach Bern zu den BSC Young Boys. Hier blieb er insgesamt vier Jahre. 1977 gewann er mit der Mannschaft den Schweizer Cup durch einen 1:0-Sieg gegen den FC St. Gallen.
Für die Schweizer Fussballnationalmannschaft erzielte er zehn Tore in 50 Spielen. Darunter traf er zum 1:1 am 10. November 1971 in Wembley gegen England. Damalige Mitspieler in der Nationalmannschaft waren beispielsweise Rolf Blättler, Jakob Kuhn und Fritz Künzli.

## Person und Privat
Der Legende nach habe ein Freund von Odermatt, Herbert «Bobby» Kaufmann, der in der Saison 1981/82 als Trainer des Erstligisten FC Herzogenbuchsee agierte, Odermatt um Hilfe gebeten: Die Mannschaft von Kaufmann befand sich auf den Abstiegsrängen, am letzten Spieltag der Saison kam es zu einem Entscheidungsspiel um den Ligaerhalt gegen den FC Unterstrass, ein Quartierverein der Stadt Zürich. Im Tor der Unterstrasser stand die GC-Legende René Deck, damals 37 Jahre alt.
Der 39-jährige Odermatt wurde in das Team von Herzogenbuchsee aufgestellt und schoss zwei Treffer beim 5:1-Sieg; damit gelang dem Verein der Klassenerhalt.
Im Jahre 1992 war Odermatt zusammen mit Bruno Rahmen nach der Entlassung von Ernst-August Künnecke Interims-Trainer beim FC Basel. Später übernahm Friedel Rausch das Traineramt. Odermatt kehrte nach einigen weniger erfolgreichen Tätigkeiten, unter anderem im Gastgewerbe und im Weinhandel, im Jahre 2000 als prominentes FCB-Aushängeschild im Marketing- und Sponsoringbereich zum FC Basel zurück. Er ist bis heute im Marketingbereich des FC Basel sowie als Kolumnist und TV-Experte tätig.
Seine Biographie erschien 2002 unter dem Titel «Karli none Gool!».

## Titel und Erfolge
Basel
- Schweizer Meister: 1967, 1969, 1970, 1972, 1973
- Schweizer Cupsieger: 1963, 1967, 1975
- Schweizer Ligacupsieger: 1973
- Alpenpokalsieger: 1969, 1970

Young Boys
- Schweizer Cupsieger: 1977

Persönlich
- Fussballer des Jahres: 1973